# Total Carnage
Total Carnage è un videogioco arcade sparatutto a scorrimento del 1992 sviluppato da Midway Games. Del gioco sono state realizzate conversioni per Super Nintendo Entertainment System, Game Boy, Amiga, Amiga CD32 e Atari Jaguar, che è inoltre incluso nella raccolta Midway Arcade Treasures 2. Nella versione Nintendo sono state effettuate numerose modifiche all'aspetto del gioco.